# Dolphins de Miami
Stade
Maillots
Super Bowl VII - VIII
Les Dolphins de Miami (Miami Dolphins en anglais) sont une franchise de la National Football League (NFL) située à Miami. La franchise est membre de la division AFC Est.
Depuis 1987, ils évoluent dans le Hard Rock Stadium (anciennement dénommé entre autres Dolphin Stadium ou Sun Life Stadium) d'une capacité de 65 326 places après les rénovations de 2015-2016. Avant cette date, les Dolphins jouaient au Miami Orange Bowl.
La franchise est fondée par l'avocat et homme d'affaires Joe Robbie et par le comédien Danny Thomas. L'équipe débute au sein de l'AFL en 1966. La région n'avait plus accueilli une équipe de football professionnel depuis qu'en 1946, les Seahawks de Miami, membre de l'AFL, s'étaient délocalisés pour devenir les Colts de Baltimore.
Les Dolphins intègrent la NFL en 1970. L'équipe joue son premier Super Bowl en 1972. Ils s'inclinent face aux Cowboys de Dallas. L'année suivante, les Dolphins réalisent la saison parfaite gagnant tous leurs match de saison régulière, leurs matchs de playoffs mais surtout le Super Bowl VII. Les Dolphins sont les seuls à avoir réalisé cet exploit d'invincibilité[réf. nécessaire]. Ils remportent ensuite le Super Bowl VIII, devenant la première équipe à se qualifier pour trois Super Bowls consécutifs.
Ils participent également par la suite aux Super Bowl XVII et XIX sans parvenir à les remporter.
La franchise dès ses débuts en NFL est entraîné par Don Shula. Il reste à ce poste pendant vingt-six saisons consécutives. Comme entraîneur, il est le recordman de victoires de l'histoire du football professionnel.
Entre 1983 et 1999, le quarterback Dan Marino est devenu l'un des passeurs les plus prolifiques de l'histoire de la NFL. Avant de prendre sa retraite en 1999, il bat de nombreux records, remportant cinq finales de division, qualifiant son équipe pour dix séries éliminatoires et parvenant à qualifier son équipe pour le Super Bowl XIX.

## Palmarès
- Vainqueur du Super Bowl (2) : 1972 (VII) et 1973 (VIII)
- Champion de Conference (5) : 1971, 1972, 1973, 1982 et 1984
- Champion de Division AFC East (13) : 1971, 1972, 1973, 1974, 1979, 1981, 1983, 1984, 1985, 1992, 1994, 2000 et 2008

## Histoire

### Les débuts (1966-1970)
La première équipe professionnelle à Miami et dans l’état de Floride sont les Seahawks de Miami (en), qui ont joué au sein de l’All-America Football Conference (AAFC) en 1946. La franchise ne joue qu’une seule saison en raison de graves problèmes financiers. Durant 20 ans, la Floride n’accueille aucune équipe de football professionnel. En 1965, alors que l’AFL souhaite se développer, elle donne la possibilité à l'avocat Joseph Robbie (en) et à l’acteur Danny Thomas de créer leur franchise contre 7,5 millions de dollars. Robbie voulait initialement installer la franchise à Philadelphie, mais le commissionnaire de l’AFL, Joe Foss, leur conseille de choisir Miami en raison du climat chaud, de la croissance de sa population et surtout parce qu'il n'y a aucune franchise de football dans la région. Très vite Thomas revend à Robbie sa participation dans la franchise.
Un concours est organisé en 1965 pour choisir de le nom de l’équipe. Le surnom des Dolphins est choisi après un vote impliquant 19 843 votants proposant plus de 1 000 noms différents. La proposition Dolphins récoltent 622 voix. Le choix est finalement pris après un second tour de scrutin par un comité de sept membres Ils devaient choisir entre une douzaine de noms dont Mariners, Marauders, Mustangs, Missiles, Moons, Sharks et Suns. Le choix du comité est révélé le 6 octobre 1965.
Pour leurs débuts, les Dolphins se font remarquer sur le terrain, réalisant un retour de kickoff de 95 yards en touchdown lors du coup d'envoi de la saison 1966. Le bilan des quatre premières saisons est négatif (15 victoires, 39 défaites et 2 nuls). En 1970, lors de la fusion entre la NFL et l'AFL, les Dolphins sont versés dans la NFL. Cette saison marque l'arrivée de Don Shula lequel avait été remercié par les Baltimore Colts après leur défaite au Super Bowl. Il est déjà un entraîneur aux statistiques impressionnantes. Il se présente lui-même devant les médias à Miami et explique qu’il n’a pas de recette magique et que seul le travail conduit au succès. Shula n’a pas menti. Ses premiers entraînements sont intensifs, programmant jusqu’à quatre séances par jour. Et le travail paye. Les résultats de Miami se trouvent largement améliorés et la Franchise se qualifie pour la première fois de son histoire pour les séries éliminatoires d'où elle sera éliminée par Oakland.

### Les années « AFC Championship » et la « saison parfaite » (1971-1974)
Les années 1970 sont fructueuses pour les Dolphins. Ils deviennent la première équipe à remporter trois finales de conférence consécutives. L’équipe, emmenée par le quarterback Bob Griese, les running back Larry Csonka et Jim Kiick (en) et le wide recever Paul Warfield, remporte sa première finale de conférence AFC en 1971. Ils s’inclinent lors du Super Bowl VI face aux Cowboys de Dallas.
En 1972, les Dolphins finissent la saison invaincus, ce qui reste unique dans l’histoire de la NFL. Ils remportent en effet leurs quatorze matchs de saison régulière, leurs trois matchs des séries éliminatoires et le Super Bowl VII (face aux Redskins de Washington). Les RBs Csonka et Mercury Morris deviennent les premiers coéquipiers à courir chacun plus de 1000 yards en une saison. Cette année-là, Miami possède statistiquement parlant la meilleure attaque et la meilleure défense, l'équipe ne concédant que 171 points sur toute la saison.
Avant les Dolphins de 1972, les Bears de Chicago étaient les seuls à avoir terminé la saison régulière NFL invaincus, réalisant cette performance en 1934 et en 1942. Cependant les Bears s'étaient inclinés à deux reprises lors des séries éliminatoires.
En 1973, la franchise de Miami termine sa saison avec un honorable bilan de 12 victoires pour 2 défaites. Elle remporte le Super Bowl VIII face aux Vikings du Minnesota et devient la première équipe à se qualifier pour trois Super Bowls consécutifs. Cette série se termine en 1974, Miami se faisant éliminer des séries éliminatoires par Oakland, au terme d’un match mémorable connu sous le nom de « Sea of Hands ». Au terme de cette saison, Csonka, Kiick et Warfield quittent la franchise.

### Après les années « AFC Championship » (1975-1982)
En 1976, l’équipe subit de nombreux départs et de nombreux joueurs seront blessés. Shula doit reconstruire une défense solide autour notamment du linebacker A.J. Duhe (en) et des linemen Bob Baumhower (en) et Doug Betters. Les années suivantes, l’équipe se qualifie pour les séries éliminatoires mais se fait éliminer soit en finale de division ou en tour de wild card. En 1979, Csonka revient à Miami, mais après une saison correcte, l’équipe perd à nouveau en finale de division. Cela n’empêche pas les Dolphins d'établir de nouveaux records, battant leurs rivaux de division, les Bills de Buffalo, pour la 20e fois consécutive.
En 1980, QB Bob Griese est victime d’une blessure sérieuse à l’épaule ce qui l’oblige à prendre sa retraite. David Woodley (en) lui succède mais ne réussit cette année-là à qualifier son équipe pour les playoffs. Les Dolphins reviennent en force la saison suivante avec onze victoires pour quatre défaites. En raison de blessures, les QBs Woodley et Don Strock (en) se partagent le travail, les médias surnommant le tandem « Woodstrock ». La finale de division face aux Chargers de San Diego, va devenir une rencontre historique, surnommée « The Epic in Miami ». Après avoir été mené 24 à rien en fin du premier quart-temps, Don Strock (en) entre sur le terrain débute un improbable retour aidé en cela par WR Duriel Harris (en) et RB Tony Nathan (en). Les Dolphins prennent l’avantage avant que les Chargers ne recollent au score moins d’une minute avant la fin du match (38 partout). En prolongation, les défenseurs de San Diego parviennent à bloquer un field goal tenté par Miami avant de réussir le leur permettant de remporter le match. Strock termine le match avec des statistiques remarquables : 403 yards gagnés à la passe et 4 touchdowns.
Lors de la saison 1983, c'est la défense des Dolphins, surnommée la « The Killer Bees Defense » qui se met en évidence. La lettre « B » fait référence à la première lettre de chacun des noms des stars de la défense : Bob Baumhower (en), Bill Barnett (en), Lyle Blackwood (en), Kim Bokamper (en), Glenn Blackwood (en), Charles Bowser (en), Doug Betters et Bob Brudzinski (en). Cette solide défense emmène la franchise au Super Bowl XVII qu'ils perdent face au Redskins de Washington.

### L'ère Dan Marino (1983-1999)

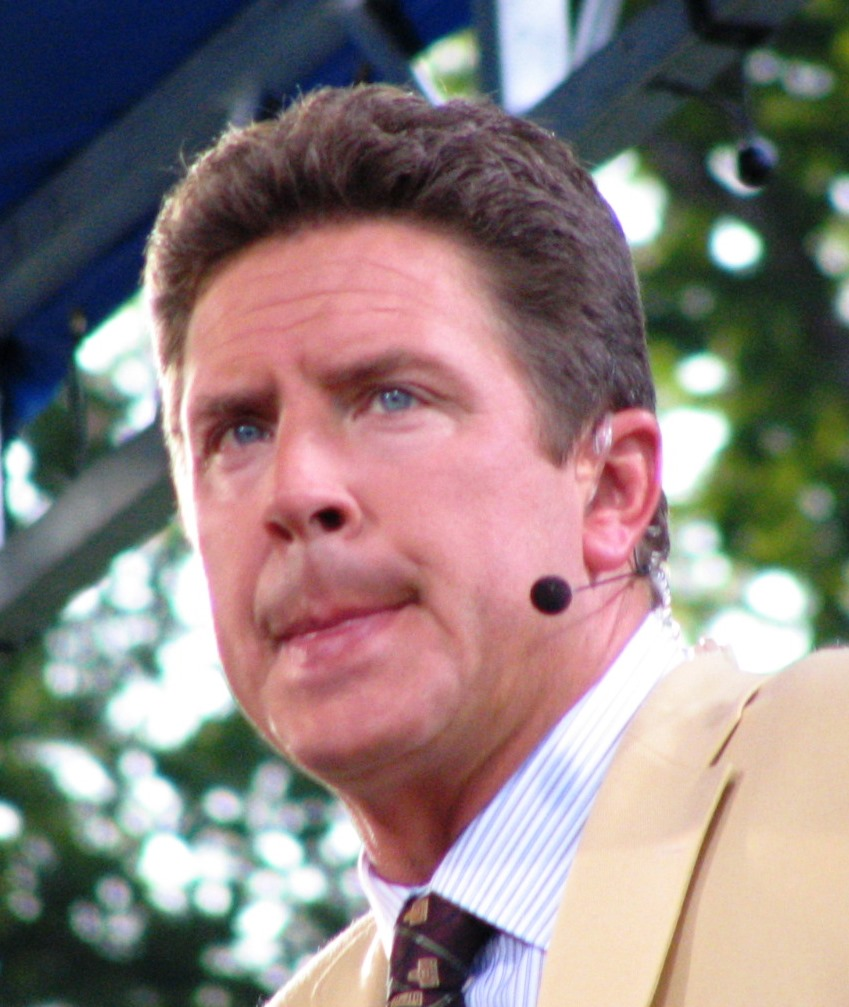
Dan Marino a joué 17 saisons avec les Dolphins

Durant le troisième match de la saison 1983, Shula remplace QB David Woodley par le rookie Dan Marino. Celui-ci va reste titulaire et va emmener son équipe jusqu’à la victoire en finale de conférence. Il termine la saison avec d’excellentes statistiques protégé par une excellente ligne offensive et soutenu par les WRs Mark Clayton et Mark Duper.
En 1984, Marino boucle sa première saison complète avec des statistiques impressionnantes faisant tomber différents records dont ceux du nombre de yards à la passe (5084), du nombre de touchdowns à la passe (48) et du nombre de passes complétées (362) sur la saison. Il est élu MVP de la saison. Malheureusement, elle se termine par une défaite au Super Bowl XIX face au 49ers de San Francisco. Ce sera la seule apparition de Marino au Super Bowl.
En 1985, l’équipe se hisse à nouveau en finale de conférence. Cette fois, ce sont les Patriots de la Nouvelle-Angleterre qui privent les Dolphins d’un nouveau Super Bowl.
Les saisons suivantes sont gâchées par les problèmes défensifs de l’équipe. L’équipe atteint la finale de division en 1990 mais s’incline face au Bills de Buffalo. En 1991, ce sont les blessures qui empêchent l’équipe d'atteindre les séries éliminatoires. En 1992, l’équipe réalise un excellent début de saison enchaînant six victoires lors des six premiers matchs. Ils remportent la finale de division mais s’inclinent en finale de conférence. Une blessure contraint Marino à ne pas jouer lors de la saison 1993. Il revient en 1994 et remporte la finale de division.
En 1995, le quarterback de Miami bat de nouveaux records, celui du nombre de yards à la passe dans une carrière (48 841), celui du nombre de touchdowns (352) et de passes complétées (3913) en une saison. En fin de saison 1995, Shula annonce sa retraite. Jimmy Johnson, vainqueur de deux Super Bowls avec les Cowboys de Dallas, le remplace.
En 1996 et 1997, l’équipe se fait éliminer en tour de wild card.
En 1999, l’équipe arrive termine la saison avec 9 victoires pour 7 défaites. Après une courte victoire en wild card, les Dolphins perdent largement (62 à 7) la finale de division contre les Jaguars de Jacksonville. En fin de cette saison, l'entraîneur principal Jimmy Johnson quitte Miami et QB Dan Marino prend sa retraite,.
Bien qu'il ait amélioré la plupart des statistiques pour son poste, QB Dan Marino n'aura jamais gagné de Super Bowl mais recevra ultérieurement de nombreuses récompenses individuelles (Hall of Fame, Pro bowl, etc.). En 17 ans de carrière, Marino aura complété 4967 passes gagnant 61361 yards et inscrivant 420 touchdowns. Son évaluation totale de quarterback sur sa carrière est de 86,4.

### L'ère post-Marino

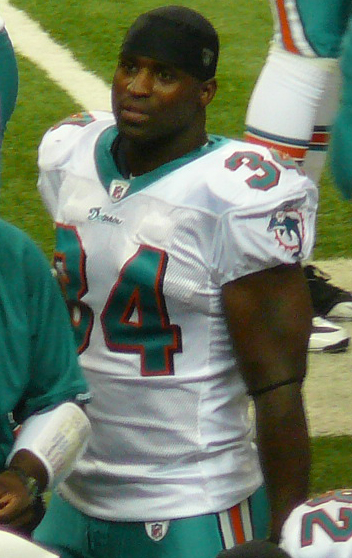
Ricky Williams en 2009

En 2000, Dave Wannstedt, ancien entraîneur des Bears de Chicago, devient le nouvel entraîneur des Dolphins tandis que Jay Fiedler, ancien backup à Jacksonville, devient le nouveau quarterback de la franchise. S’appuyant sur une défense emmenée par Zach Thomas, l’équipe réalise une bonne saison régulière avec un total de onze victoires pour cinq défaites. Au premier tour des séries éliminatoires, Miami bat les Colts d’Indianapolis. Ils s'inclinent contre Oakland au match suivant. La saison 2001 ressemble à la précédente, avec une défaite au second tour des playoffs.
En 2002, Miami renforce son jeu de course en recrutant le joueur des Saints de La Nouvelle-Orléans, Ricky Williams. Un nouveau coordinateur offensif est engagé, lequel change le schéma offensif de l’équipe en s’appuyant principalement sur Williams. Lors de la saison 2003, Williams bat le record de l’équipe du nombre de yards à la course (1853) et du nombre de touchdowns(16).
L’avant-saison 2004 est animée pour les Dolphins. Le tight end Randy McMichael connaît des ennuis judiciaire et WR David Boston, fraîchement arrivé de San Diego, se blesse : il manquera toute la saison. Mais la nouvelle la plus alarmante est l’annonce de la retraite de Ricky Williams, qui ne joue pas la saison 2004. Il reviendra néanmoins pour le début de saison 2005.
Les spécialistes annonçaient une saison noire pour les Dolphins, ce qui se révèle exact, l’équipe effectuant le pire début de son histoire en perdant ses six premiers matchs. L'entraîneur principal Wannstedt démissionne et est remplacé par le coordinateur défensif qui assure l’intérim pour la fin de saison.
Nick Saban est nommé entraîneur. La franchise disposant du second choix global de la Draft 2005 de la NFL, elle y sélectionne le running back Ronnie Brown. L’équipe perd sept matchs sur dix mais gagne les six derniers ce qui se révèle insuffisant pour aller en playoffs. La saison suivante l’équipe cherche un nouveau quarterback : elle tente sans succès de faire signer Drew Brees et c’est finalement Daunte Culpepper qui est recruté en provenance des Vikings. Saban espère qualifier son équipe pour les play-offs mais le recrutement de Culpepper se révèle un échec. Il est mis sur le banc dès le quatrième match de la saison. L’équipe n’atteint pas les playoffs et Saban annonce son départ pour l’équipe universitaire d’Alabama.

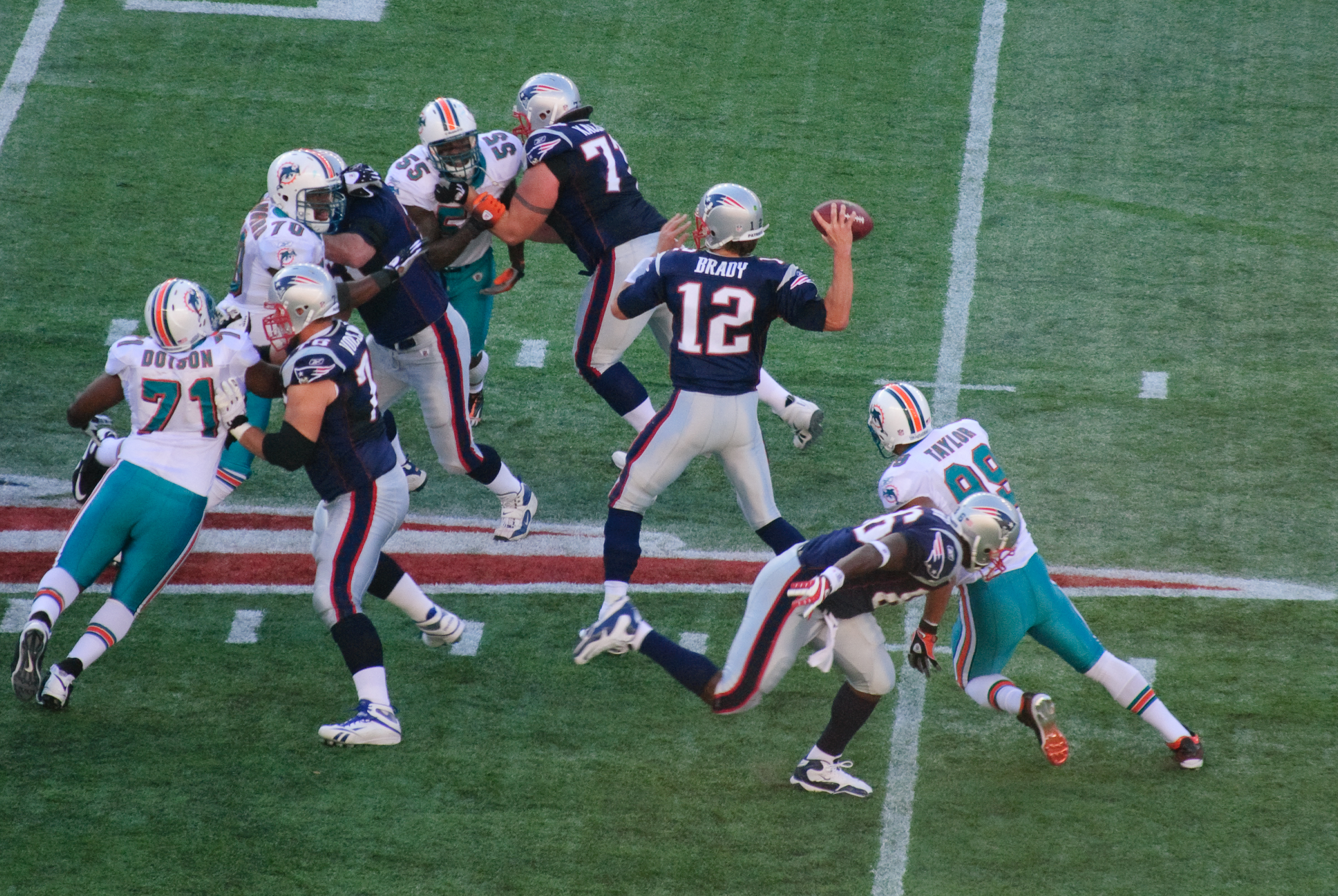
Les Dolphins contre les Patriots en 2009

La nomination de Cam Cameron (ancien coordinateur offensif des Chargers) au poste d'entraîneur principal n'améliore pas les résultats. Les Dolphins finissent la saison 2007 avec un bilan médiocre d'une victoire pour quinze défaites. Bill Parcells, double vainqueur du Super Bowl, est nommé vice-président. Il fait le ménage au sein de la franchise, remerciant le manager général, l’entraîneur et la majeure partie de son staff. L’équipe se sépare de certains de ses grands joueurs. Le linebacker Zach Thomas est libéré et DE Jason Taylor est échangé contre le second tour de draft de Washington.
Parcells nomme ensuite Tony Sparano entraîneur principal et sélectionne Jake Long et Chad Henne à la draft. Après deux défaites lors des deux premiers matchs, l’équipe utilise la tactique offensive wildcat contre les Patriots pendant six jeux. Ces six actions conduiront à quatre touchdowns. Cette tactique permet à l’équipe d’aligner ses deux meilleurs joueurs offensifs, les RBs Ronnie Brown et Ricky Williams. L’équipe termine la saison avec onze victoires pour cinq défaites. Les Dolphins deviennent la première équipe dans l’histoire de la NFL à terminer premiers de leur division alors qu'elle n'avait remporté qu’une seule victoire la saison précédente. Ils s’inclinent néanmoins lors du premier tour des playoffs contre Baltimore.
Les saisons suivantes seront décevantes pour Miami. Malgré des recrues de qualités tels Brandon Marshall en 2009 ou Reggie Bush en 2011, l’équipe n’arrive pas à se qualifier pour les séries éliminatoires.

### La nouvelle ère, Joe Philbin et Ryan Tannehill (2012)
En janvier 2012, l’ancien coordinateur offensif des Packers de Green Bay, Joe Philbin est nommé entraîneur de l’équipe. L’acquisition d’un nouveau quarterback est une priorité pour le nouvel entraîneur. L’équipe tente d’enrôler Peyton Manning, Matt Flynn ou encore Alex Smith, mais ces derniers refusent et signent dans d'autres franchises. Finalement, les Dolphins signent David Garrard tout en sélectionnant Ryan Tannehill lors de la draft 2012 de la NFL. Garrard est considéré comme titulaire devançant Tannehill et Matt Moore. Pendant la pré-saison, Garrard se blesse et c’est le rookie Tannehill qui commence la saison comme titulaire. Les débuts de l'équipe sont encourageants et, contre les Cardinals, Tannehill bat le record du nombre de yards à la passe sur un seul match par un QB rookie (431). La saison se termine avec sept victoires pour neuf défaites sans qualification pour les séries éliminatoires.

## Identité visuelle

### Couleurs et maillots
Les couleurs originales de l'équipe sont le bleu sarcelle et l'orange corail.
Les tenues de match sont composées d'un casque blanc, d'un maillot blanc ou sarcelle accompagné de pantalons également de couleur blanche ou sarcelle. Des nuances de bleu marine apparaissent en ombrage sur les numéros des uniformes lors du changement de charte graphique de 1997, mais disparaissent lors de celui de 2013. Les tenues comprennent également des traces d'orange corail et de bleu marine.
Pendant la majorité de leur histoire, les Dolphins ont porté leur jeu d'uniformes blancs à l'occasion des matchs diurnes à domicile, contraignant ainsi leurs adversaires à porter leurs maillots plus foncés, les exposant plus à la chaleur humide du Sud de la Floride. Les maillots sarcelles étaient ainsi typiquement portés pour les matchs nocturnes à domicile. Cette tradition est née lors de la saison parfaite de 1972 et perdure depuis. Miami est une des seules équipes de NFL à porter une tenue blanche à domicile, avec les Cowboys de Dallas. En 2003, un maillot alternatif de teinte corail est introduit pour certains matchs de nuit à domicile.

### Logo
Le logo des Dolphins est resté relativement stable depuis la création de la franchise: il comprend un soleil orange rayonnant et un dauphin bleu-vert bondissant, coiffé d'un casque de football américain sur lequel figure le M majuscule de Miami. Alors que le dauphin de 1966 voit sa tête placée au centre du soleil, il est recentré au cœur des rayons en 1974. En 1997, le logo évolue plus distinctement: le design des rayons est simplifié pendant que le dauphin adopte une teinte plus foncée et un visage plus agressif. À la suite de la saison 2012, le propriétaire des Dolphins confirme les rumeurs avançant que l'équipe bénéficierait d'un nouveau logo pour la saison 2013, sans pour autant donner de crédit aux fuites circulant dans la presse. Il est officialisé le 27 mars : ce nouvel emblème présente un dauphin stylisé de couleur sarcelle nageant face à un nouveau soleil, mais qui a perdu son casque marqué de la lettre M.

Évolution du logo
1966 à 1973
1974 à 1988
1989 à 1996
1997 à 2012
Logo depuis 2013

Divers logos commémoratifs
En 1997, 25e anniversaire de la saison parfaite de 1972
En 2002, 30e anniversaire de la saison parfaite de 1972
En 1990, 25e anniversaire de la franchise
En 2005, 30e anniversaire de la franchise
En 2015, 30e anniversaire de la franchise

## Propriétaires
Stephen M. Ross, dirigeant de The Related Companies détient l'essentiel du capital du club (95 %). Vient ensuite H. Wayne Huizenga (5 %). La chanteuse Gloria Estefan et son mari Emilio Estefan, le chanteur Marc Anthony, les joueuses de tennis Venus Williams et Serena Williams ont aussi des participations d'un montant non révélé.

## Stades

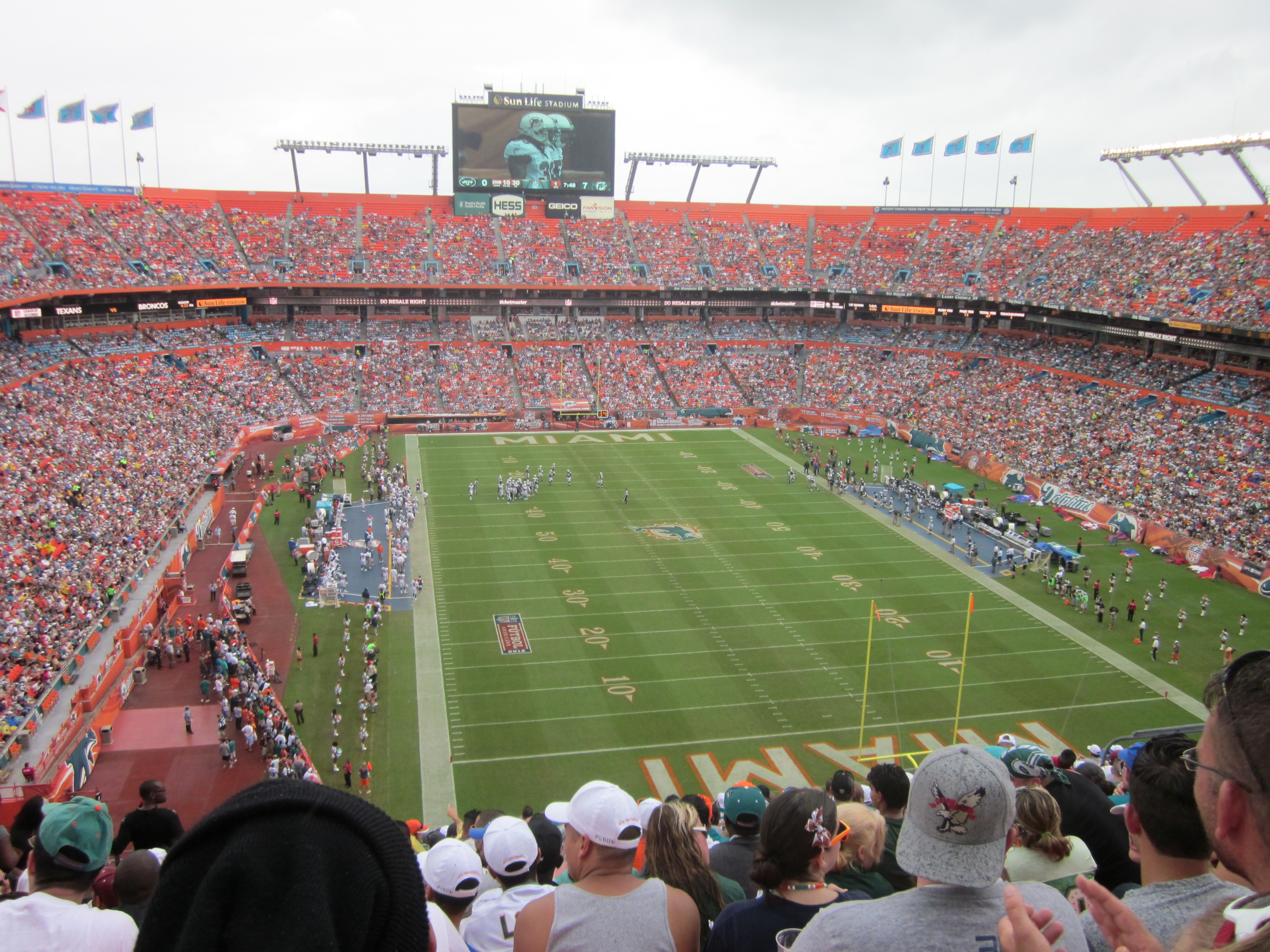
Le Sun Life Stadium en 2012

Les Dolphins débutent dans le stade Orange Bowl de Miami. Ils déménagent en 1986, pour s'installer dans le nouveau Joe Robbie Stadium. Le nom du stade changera plusieurs fois pour devenir successivement le Pro Player Stadium, le Dolphin Stadium, le LandShark Stadium, Sun Life Stadium puis depuis 2016, le Hard Rock Stadium.

## Cheerleaders
Au nombre de 44 en 2012, les cheerleaders de l'équipe de football américain de Miami sont apparues lors de la saison de 1966. Les premières cheerleaders s'appelaient les Dolphin Dolls et ont été dénombrées au nombre de 125 toutes âgées entre 8 et 18 ans. Chaque semaine on en prenait 48 qui faisaient la performance sur les côtés du terrain pendant que les autres encourageaient depuis les gradins. En 1978 le propriétaire de l'équipe de Miami, Joe Robbie, a décidé de changer l'image des cheerleaders professionnelles en créant les Dolphins Starbrites. Les Dolphin Starbrites consistaient en 30 femmes choisies sur 300 auditionnées. Elles portaient un maillot de bain une pièce et de longues bottes. Ce groupe a changé de nom en 1983 pour s'appeler désormais les : Miami Dolphins Cheerleaders (Cheerleader des Dolphins de Miami en français). Le maillot qu'elles portaient variait chaque année entre orange, blanc et bleu aquatique. Elles ont gagné un vote les proclamant les plus belles cheeleaders de la ligue de football américain. Les cheerleaders de 2012 ont fait une vidéo de Lip Sync (en français : bouger les lèvres sur les paroles, mais ne pas chanter) sur la chanson Call Me Maybe de Carly Rae Jepsen.

## Organigramme

### Direction
- Propriétaire : Stephen M. Ross (en) (95 %)
- Président : Stephen M. Ross
- Manager général : Chris Grier (en)

### Staff
- Entraîneur principal : Mike McDaniel
- Coordinateur offensif : Frank Smith (en)
- Coordinateur défensif : Josh Boyer (en)
- Coordinateur des équipes spéciales : Danny Crossman (en)

## Joueurs

### Membres du Pro Football Hall of Fame
| Miami Dolphins Pro Football Hall of Famers | Miami Dolphins Pro Football Hall of Famers | Miami Dolphins Pro Football Hall of Famers | Miami Dolphins Pro Football Hall of Famers | Miami Dolphins Pro Football Hall of Famers | Miami Dolphins Pro Football Hall of Famers | Miami Dolphins Pro Football Hall of Famers | Miami Dolphins Pro Football Hall of Famers | Miami Dolphins Pro Football Hall of Famers | Miami Dolphins Pro Football Hall of Famers |
| Joueurs                                    | Joueurs                                    | Joueurs                                    | Joueurs                                    | Joueurs                                    | Joueurs                                    | Joueurs                                    | Joueurs                                    | Joueurs                                    | Joueurs                                    |
| Numéro                                     | Nom                                        | Poste                                      | Saisons                                    | Année d'intronisation                      | Numéro                                     | Nom                                        | Poste                                      | Saison                                     | Année d'intronisation                      |
| ------------------------------------------ | ------------------------------------------ | ------------------------------------------ | ------------------------------------------ | ------------------------------------------ | ------------------------------------------ | ------------------------------------------ | ------------------------------------------ | ------------------------------------------ | ------------------------------------------ |
| 42                                         | Paul Warfield                              | WR                                         | 1970–1974                                  | 1983                                       | 66                                         | Larry Little                               | G                                          | 1969–1980                                  | 1993                                       |
| 39                                         | Larry Csonka                               | FB                                         | 1968–1974, 1979                            | 1987                                       | 57                                         | Dwight Stephenson                          | C                                          | 1980–1987                                  | 1998                                       |
| 62                                         | Jim Langer                                 | C                                          | 1970–1979                                  | 1987                                       | 85                                         | Nick Buoniconti                            | LB                                         | 1969-1976                                  | 2001                                       |
| 12                                         | Bob Griese                                 | QB                                         | 1968–1980                                  | 1990                                       | 13                                         | Dan Marino                                 | QB                                         | 1983-1999                                  | 2005                                       |
| Entraîneur                                 |                                            |                                            |                                            |                                            |                                            |                                            |                                            |                                            |                                            |
| Numéro                                     | Nom                                        | Poste                                      | Saison                                     | Année d'intronisation                      |                                            |                                            |                                            |                                            |                                            |
| —                                          | Don Shula                                  | Coach                                      | 1970–1995                                  | 1997                                       |                                            |                                            |                                            |                                            |                                            |

### Super Bowl MVPs
Joueurs des Miami Dolphins ayant été désignés MVP du Super Bowl.
- Larry Csonka RB Super Bowl VIII
- Jake Scott S Super Bowl VII

### Dolphins Honor Roll
Le Dolphins Honor Roll a été établi pour honorer les membres illustres de la franchise. Des joueurs, entraîneurs, propriétaires et tous ceux qui ont contribué à l'histoire de la franchise.
Les noms en gras sont ceux présents au Hall of Fame.
- Joe Robbie, Propriétaire/Fondateur (1966–1989), intronisé 1990
- Larry Csonka 39, FB (1968–74, 1979), intronisé 1990
- Bob Griese 12, QB (1967–80), intronisé 1990
- Jim Langer 62, C (1970–79), intronisé 1990
- Paul Warfield 42, WR (1970–74), intronisé 1990
- Nick Buoniconti 85, LB (1969–76), intronisé 1991
- 1972 Undefeated Team, (1972), intronisé 1992
- Larry Little 66, G (1969–80), intronisé 1993
- Dwight Stephenson 57, C (1980–87), intronisé 1994
- Bob Kuechenberg 67, G (1970–1984), intronisé 1995
- Don Shula, Head Coach (1970–1995), intronisé 1996
- Nat Moore 89, WR (1974–1986), intronisé 1999
- Dan Marino 13, QB (1983–1999), intronisé 2000
- Mark Clayton 83, WR (1983–1992), intronisé 2003
- Mark Duper 85, WR (1982–1992), intronisé 2003
- Dick Anderson 40, S (1968–1977), intronisé 2006
- Richmond Webb 78, OT (1990–2000), intronisé 2006
- Bob Baumhower 73, DT (1977–1986), intronisé 2008
- Doug Betters 75, DE (1978–1987), intronisé 2008
- Jake Scott 13, S (1970–1975), intronisé 2010
- Bill Stanfill 84, DE (1969–1976), intronisé 2010
- Jim Mandich 88, TE (1970–1977), intronisé 2011
- Bill Arnsparger, Coordinateur défensif (1969-1974, 1976–1983), intronisé 2012[16]
- Jason Taylor, 99, DE (1997–2007, 2009, 2011), intronisé 2012[17]
- Zach Thomas, 54, LB (1996-2007), intronisé 2012[18]

## Entraîneurs
- 1966-1969 : George Wilson (en)
- 1970-1995 : Don Shula
- 1996-1999 : Jimmy Johnson
- 2000-2004 : Dave Wannstedt
- 2004 (intérim) : Jim Bates (en)
- 2005-2006 : Nick Saban
- 2007-2008 : Cam Cameron (en)
- 2008-2011 : Tony Sparano
- 2012-2015 : Joe Philbin
- 2015 (intérim) : Dan Campbel
- 2016-2018 : Adam Gase
- 2019-2022 : Brian Flores[19]
- 2022- : Michael McDaniel

## Bilan saison par saison
| Saison             | Vic. | Déf. | Nuls | Classement                                                       | Série éliminatoire |
| ------------------ | ---- | ---- | ---- | ---------------------------------------------------------------- | --- |
| 1966               | 3    | 11   | 0    | 5e AFL East                                                      | -- |
| 1967               | 4    | 10   | 0    | 4e AFL East                                                      | -- |
| 1968               | 5    | 8    | 1    | 3e AFL East                                                      | -- |
| 1969               | 3    | 10   | 1    | 5e AFL East                                                      | -- |
| Incorporé à la NFL |      |      |      |                                                                  | |
| 1970               | 10   | 4    | 0    | 2e AFC East                                                      | Défaite 14-21 en tour de division (Raiders d'Oakland) |
| 1971               | 10   | 3    | 1    | 1er AFC East                                                     | Victoire 272ET24 en tour de division (@ Chiefs de Kansas City) Victoire 21-0 en finale de conférence AFC (Colts d'Indianapolis) Défaite 3-24 au Super Bowl VI (Cowboys de Dallas)                                                                          |
| 1972               | 14   | 0    | 0    | 1er AFC East                                                     | Victoire 20-14 en tour de division (Browns de Cleveland) Victoire 21-17 en finale de conférence AFC (@ Steelers de Pittsburgh) Victoire 14-7 au Super Bowl VII (Redskins de Washington)                                                                    |
| 1973               | 12   | 2    | 0    | 1er AFC East                                                     | Victoire 34-16 en tour de division (Bengals de Cincinnati) Victoire 27-10 en finale de conférence AFC (Raiders d'Oakland) Victoire 24-7 au Super Bowl VIII (Vikings du Minnesota)                                                                          |
| 1974               | 11   | 3    | 0    | 1er AFC East                                                     | Défaite 26-28 en tour de division (Raiders d'Oakland) |
| 1975               | 10   | 4    | 0    | 2e AFC East                                                      | -- |
| 1976               | 6    | 8    | 0    | 3e AFC East                                                      | -- |
| 1977               | 10   | 4    | 0    | 2e AFC East                                                      | -- |
| 1978               | 11   | 5    | 0    | 2e AFC East                                                      | Défaite 9-17 en tour de wild card (Oilers de Houston) |
| 1979               | 10   | 6    | 0    | 1er AFC East                                                     | Défaite 14-34 en tour de division (Steelers de Pittsburgh) |
| 1980               | 8    | 8    | 0    | 3e AFC East                                                      | -- |
| 1981               | 11   | 4    | 1    | 1er AFC East                                                     | Défaite 38ET41 en tour de division (Chargers de San Diego) |
| 1982               | 7    | 2    | 0    | 2e AFC Conf.                                                     | Victoire 28-13 en tour de wild card (Patriots de la Nouvelle-Angleterre) Victoire 34-13 en tour de division (Chargers de San Diego) Victoire 14-0 en finale de conférence AFC (Jets de New York) Défaite 17-27 au Super Bowl XVII (Redskins de Washington) |
| 1983               | 12   | 4    | 0    | 1er AFC East                                                     | Défaite 20-27 en tour de division (Seahawks de Seattle) |
| 1984               | 14   | 2    | 0    | 1er AFC East                                                     | Victoire 31-10 en tour de division (Seahawks de Seattle) Victoire 45-28 en finale de conférence AFC (Steelers de Pittsburgh) Défaite 16-38 au Super Bowl XIX (49ers de San Francisco)                                                                      |
| 1985               | 12   | 4    | 0    | 1er AFC East                                                     | Victoire 24-21 en tour de division (Browns de Cleveland) Défaite 14-31 en finale de conférence AFC (Patriots de la Nouvelle-Angleterre) |
| 1986               | 8    | 8    | 0    | 3e AFC East                                                      | -- |
| 1987               | 8    | 7    | 0    | 3e AFC East                                                      | -- |
| 1988               | 6    | 10   | 0    | 5e AFC East                                                      | -- |
| 1989               | 8    | 8    | 0    | 3e AFC East                                                      | -- |
| 1990               | 12   | 4    | 0    | 2e AFC East                                                      | Victoire 17-16 en tour de wild card (Chiefs de Kansas City) Défaite 34-44 en tour de division (Bills de Buffalo) |
| 1991               | 8    | 8    | 0    | 3e AFC East                                                      | -- |
| 1992               | 11   | 5    | 0    | 1er AFC East                                                     | Victoire 31-0 en tour de wild card (Chargers de San Diego) Défaite 10-29 en finale de conférence AFC (Bills de Buffalo) |
| 1993               | 9    | 7    | 0    | 2e AFC East                                                      | -- |
| 1994               | 10   | 6    | 0    | 1er AFC East                                                     | Victoire 27-17 en tour de wild card (Chiefs de Kansas City) Défaite 21-22 en tour de division (Chargers de San Diego) |
| 1995               | 9    | 7    | 0    | 3e AFC East                                                      | Défaite 22-37 en tour de wild card (Bills de Buffalo) |
| 1996               | 8    | 8    | 0    | 4e AFC East                                                      | -- |
| 1997               | 9    | 7    | 0    | 2e AFC East                                                      | Défaite 3-17 en tour de wild card (Patriots de la Nouvelle-Angleterre) |
| 1998               | 10   | 6    | 0    | 2e AFC East                                                      | Victoire 24-17 en tour de wild card (Bills de Buffalo) Défaite 3-38 en tour de division (Broncos de Denver) |
| 1999               | 9    | 7    | 0    | 3e AFC East                                                      | Victoire 20-17 en tour de wild card (@ Seahawks de Seattle) Défaite 7-62 en tour de division (Jaguars de Jacksonville) |
| 2000               | 11   | 5    | 0    | 1er AFC East                                                     | Victoire 23ET17en tour de wild card (Colts d'Indianapolis) Défaite 0-27 en tour de division (Raiders d'Oakland) |
| 2001               | 11   | 5    | 0    | 2e AFC East                                                      | Défaite 3-20 en tour de wild card (Ravens de Baltimore) |
| 2002               | 9    | 7    | 0    | 3e AFC East                                                      | -- |
| 2003               | 10   | 6    | 0    | 2e AFC East                                                      | -- |
| 2004               | 4    | 12   | 0    | 4e AFC East                                                      | -- |
| 2005               | 9    | 7    | 0    | 2e AFC East                                                      | -- |
| 2006               | 6    | 10   | 0    | 4e AFC East                                                      | -- |
| 2007               | 1    | 15   | 0    | 4e AFC East                                                      | -- |
| 2008               | 11   | 5    | 0    | 1er AFC East                                                     | Défaite 9-27 en tour de wild card (Ravens de Baltimore) |
| 2009               | 7    | 9    | 0    | 3e AFC East                                                      | -- |
| 2010               | 7    | 9    | 0    | 3e AFC East                                                      | -- |
| 2011               | 6    | 10   | 0    | 3e AFC East                                                      | -- |
| 2012               | 7    | 9    | 0    | 2e AFC East                                                      | -- |
| 2013               | 8    | 8    | 0    | 3e AFC East                                                      | -- |
| 2014               | 8    | 8    | 0    | 3e AFC East                                                      | -- |
| 2015               | 6    | 10   | 0    | 4e AFC East                                                      | -- |
| 2016               | 10   | 6    | 0    | 2e AFC East                                                      | Défaite 12-30 en tour de wild card (Steelers de Pittsburgh) |
| 2017               | 6    | 10   | 0    | 3e AFC East                                                      | -- |
| 2018               | 7    | 9    | 0    | 2e AFC East                                                      | -- |
| 2019               | 5    | 11   | 0    | 4e AFC East                                                      | -- |
| 2020               | 10   | 6    | 0    | 2e AFC East                                                      | -- |
| 2021               | 9    | 8    | 0    | 3e AFC East                                                      | -- |
| 2022               | 9    | 8    | 0    | 2e AFC East                                                      | Défaite en tour de wild card 31-34 (@ Bills de Buffalo) |
| 2023               | 11   | 6    | 0    | 2e AFC East                                                      | Défaite en tour de wild card 7-26 (@ Chiefs de Kansas City) |
| 2024               | 8    | 9    | 0    | 2e AFC East                                                      | -- |
| Totaux             | 504  | 408  | 4    | Saison régulière (13 titres de division, 5 titres de conférence) | Saison régulière (13 titres de division, 5 titres de conférence) |
| Totaux             | 020  | 023  | -    | Série éliminatoire                                               | Série éliminatoire |
| Totaux             | 524  | 431  | 5    | Saison régulière + Série éliminatoire (2 Super Bowls)            | Saison régulière + Série éliminatoire (2 Super Bowls) |